# Qilu Hu
Qilu Hu (kinesiska: T’ung Hai, Ch’i-lu Hu, 杞麓湖) är en sjö i Kina. Den ligger i provinsen Yunnan, i den sydvästra delen av landet, omkring 100 kilometer söder om provinshuvudstaden Kunming. Qilu Hu ligger 1 793 meter över havet. Arean är 36 kvadratkilometer. Trakten runt Qilu Hu består till största delen av jordbruksmark. Den sträcker sig 7,6 kilometer i nord-sydlig riktning, och 9,6 kilometer i öst-västlig riktning.
Genomsnittlig årsnederbörd är 1 044 millimeter. Den regnigaste månaden är juni, med i genomsnitt 211 mm nederbörd, och den torraste är februari, med 12 mm nederbörd.